# Skyang Kangri
Le Skyang Kangri, ou Staircase Peak, est un sommet du Baltoro Muztagh dans le Karakoram, culminant à 7 545 m. Il se situe à 7 km au nord-est du K2, à la frontière entre la Chine et le Pakistan.

## Toponymie
Le sommet fut baptisé Staircase Peak (« pic de l'Escalier ») par Aleister Crowley lors de l'expédition au K2 de 1902 menée par Oscar Eckenstein : « We got rid of the Austrians on July 1st by sending them to Camp 11 at the corner of the north-east ridge of Chogo Ri. At this point the glacier divides into two large snowbasins. One leads to the pass which I have named Windy Gap (21,500 feet) on whose north-west is the mountain at the head of the valley, which I called Staircase Peak, from the well-marked and regular indentations of its eastern ridge » (« Nous nous débarrassâmes des Autrichiens le 1er juillet en les envoyant au camp 11 au bout the l'arête nord-est du Chogo Ri. À cet endroit le glacier se divise en deux grands bassins de neige. L'un mène au col que j'ai baptisé la "brêche venteuse" au nord-ouest de laquelle se trouve la montagne au fond de la vallée, que j'ai appelé Staircase Peak, du fait des indentations nettes et régulières de son arête est »). Il a été rebaptisé en 1938 par un nom local en 1938, Skyang Kangri (Kangri = « pic glacé » et Skyang = « âne sauvage » en balti), car son glacier débouche sur une vallée baptisée Skyang Lungpa par le topographe britannique qui y avait aperçu des kiangs (ânes sauvages du Tibet),.

## Géographie
Le Skyang Kangri présente trois sommets, deux d'altitudes et de positions très proches, le point culminant étant le sommet nord-est, et le Skyang Kangri Ouest, un kilomètre plus à l'ouest, qui, avec 7 174 m et une proéminence de 184 m, est un des plus hauts sommets vierges du monde.
| Sommet              | Altitude (m) | Coordonnées                  | Proéminence |
| ------------------- | ------------ | ---------------------------- | ----------- |
| Skyang Kangri       | 7 545        | 35° 55′ 36″ N, 76° 34′ 03″ E | 1 045       |
| Skyang Kangri II    | 7 533        | 35° 55′ 36″ N, 76° 34′ 02″ E | 93          |
| Skyang Kangri ouest | 7 174        | 35° 55′ 40″ N, 76° 32′ 53″ E | 184         |

## Histoire

Vue du versant sud du Skyang Kangri depuis le glacier Godwin-Austen - photo de Vittorio Sella.

Lors de l'expédition au K2 de 1902, les deux Autrichiens Heinrich Pfannl et Victor Wessely proposèrent de se rabattre sur une tentative du Skyang Kangri (baptisé Staircase Peak) depuis le col de Skyang La (Windy Gap). Mais le chef de l'expédition, le Britannisque Oscar Eckenstein s'en tint à l'objectif du K2. En 1909, lors de l'expédition au K2 menée par le duc des Abruzzes Louis-Amédée de Savoie, une tentative fut faite depuis le Skyang La, mais fut bloquée au-dessus du col par une large crevasse infranchissable.
En 1975, deux membres d'une équipe autrichienne, Ferdinand Deutschmann et Valentin Caspaar, atteignirent environ 7 000 m sur l'arête est. Caspaar, épuisé, renonça et réussit à redescendre après avoir été emporté par une plaque à vent. Deutschmann qui avait continué ne fut jamais retrouvé. Le 11 août 1976, deux membres d'une expédition japonaise,  Yoshioki Fujioji et Hideki Nagata, parviennent par l'arête est au point culminant.
En 1980, les Américains Michael Kennedy et Jeff Lowe firent une tentative par la face ouest jusqu'à 6 600 m. Une expédition russe menée par Nikolay Zakharov fit une nouvelle nouvelle tentative en juillet 2008, et atteignit la base du headwall à 7 000 m.